# Multiceps serialis
Multiceps serialis är en plattmaskart som först beskrevs av Paul Gervais 1847.  Multiceps serialis ingår i släktet Multiceps och familjen Taeniidae. Inga underarter finns listade i Catalogue of Life.